# Mathews Punza
Mathews Punza (* 27. dubna 1988 v Lusace, Zambie) je zambijský zápasník–judista.

## Sportovní kariéra
Civilním zaměstnáním policista se na mezinárodní scéně objevuje od roku 2010, kdy získal grant od Mezinárodního olympijského výboru pro přípravu v zahraničí. Jeho první destinací byl Oran v Alžírsku, kde ladil přípravu k olympijských hrách v Londýně s krajanem Boasem Munyongou. Na olympijské hry v Londýně se nakonec na úkor Munyongi nepodíval. Od února 2015 se připravuje v Uzbekistánu. V roce 2016 dosáhl na africkou kontinentální kvótu pro účast na olympijské hry v Riu. Na olympijských hrách se představil ve výborném světle. V úvodním kole jeho schopnosti podcenil favorizovaný Izraelec Golan Polak, kterého po minutě boje chytil na zemi do držení a užil si chvilku slávy, kdy mu tleskala zaplněná hala. V dalším kole svůj výkon nezopakoval a prohrál poměrně jednoznačně na wazari-ippon se Slovincem Adrianem Gombocem.

## Výsledky
| Turnaj             | 2010           | 2011           | 2012           | 2013           | 2014           | 2015           | 2016           |
| Turnaj             | 22             | 23             | 24             | 25             | 26             | 27             | 28             |
| Turnaj             | pololehká váha | pololehká váha | pololehká váha | pololehká váha | pololehká váha | pololehká váha | pololehká váha |
| ------------------ | -------------- | -------------- | -------------- | -------------- | -------------- | -------------- | -------------- |
| Olympijské hry     |                |                | —              |                |                |                | úč.            |
| Mistrovství světa  | úč.            | úč.            |                | úč.            | úč.            | úč.            |                |
| Africké hry        |                | 7.             |                |                |                | úč             |                |
| Mistrovství Afriky | úč.            | úč.            | úč.            | 5.             | —              | —              | 7.             |